# Roland Møller
Roland Greisen Møller (Odense, 28 maggio 1972) è un attore danese.
È divenuto noto nel 2015 grazie alla sua interpretazione nel film danese Land of Mine - Sotto la sabbia, candidato all'Oscar al miglior film internazionale. In seguito ha lavorato anche a Hollywood.

## Biografia
Nato e cresciuto a Odense, in gioventù ha fatto parte del contesto criminale della città ed è stato più volte in carcere. Ha ottenuto in totale dieci condanne ed è uscito definitivamente di prigione nel 2002, dopo aver scontato l'ultima condanna di quattro anni e mezzo. Dal 2002 inizia il suo percorso di redenzione e, forte delle sue esperienze di vita, inizia a lavorare come docente e assistente sociale per aiutare i giovani a rimanere sulla retta vita. Appena uscito dal carcere Horsens Statsfængsel ha lavorato come compositore per il rapper danese Jokeren, attraverso il quale entrò in contatto con l'industria cinematografica.
Il suo debutto cinematografico avviene nel 2010 con il dramma carcerario R, diretto da Tobias Lindholm e Michael Noer. Due anni più tardi viene diretto nuovamente da Lindholm nel pluripremiato Kapringen. Per l'interpretazione in Nordvest, di Michael Noer, vince il premio Bodil come miglior attore non protagonista. Ottiene il suo primo ruolo da protagonista in Land of Mine - Sotto la sabbia, dove interpreta il ruolo del sergente Rasmussen, per cui vince il premio Bodil come miglior attore.

## Filmografia

### Cinema
- R, regia di Tobias Lindholm e Michael Noer (2010)
- Kapringen, regia di Tobias Lindholm (2012)
- Nordvest, regia di Michael Noer (2013)
- Second Chance (En chance til), regia di Susanne Bier (2014)
- La figlia della sciamana (Skammerens datter), regia di Kenneth Kainz (2015)
- Land of Mine - Sotto la sabbia (Under sandet), regia di Martin Zandvliet (2015)
- Undercover, regia di Nikolaj Peyk (2016)
- Darkland (Underverden), regia di Fenar Ahmad (2017)
- Atomica bionda (Atomic Blonde), regia di David Leitch (2017)
- Papillon, regia di Michael Noer (2017)
- L'uomo sul treno - The Commuter (The Commuter), regia di Jaume Collet-Serra (2018)
- A Bluebird in My Heart, regia di Jérémie Guez (2018)
- Skyscraper, regia di Rawson Marshall Thurber (2018)
- The Glass Room, regia di Julius Sevcík (2019)
- Valhalla - Al fianco degli dei (Valhalla), regia di Fenar Ahmad (2019)
- L'ultimo Vermeer (The Last Vermeer), regia di Dan Friedkin (2019)
- Riders of Justice (Retfærdighedens ryttere), regia di Anders Thomas Jensen (2020)
- Medieval, regia di Petr Jákl (2022)

### Televisione
- Dicte – serie TV, 1 episodio (2014)
- Beck – serie TV, 1 episodio (2018)
- Sløborn – serie TV, 8 episodi (2020)
- Citadel – serie TV (2023-in corso)

## Riconoscimenti
- Premio Bodil
  - 2011 – Candidatura al Miglior attore non protagonista per R
  - 2013 – Candidatura al Miglior attore non protagonista per Kapringen
  - 2014 – Miglior attore non protagonista per Nordvest
  - 2016 – Miglior attore per Land of Mine – Sotto la sabbia
- Tokyo International Film Festival
  - 2015 – Miglior attore per Land of Mine – Sotto la sabbia

## Doppiatori italiani
Nelle versioni in italiano delle opere in cui ha recitato, Roland Møller è stato doppiato da:
- Pasquale Anselmo in Skyscraper, Medieval
- Stefano Benassi in Land of Mine - Sotto la sabbia
- Denis Gusev in Atomica bionda
- Carlo Valli in Papillon
- Alberto Bognanni in L'uomo sul treno - The Commuter
- Stefano Thermes in L'ultimo Vermeer
- Paolo Macedonio in Riders of Justice
- Stefano Alessandroni in Citadel